# Nunungan
Nunungan è una municipalità di quarta classe delle Filippine, situata nella Provincia di Lanao del Norte, nella Regione del Mindanao Settentrionale.
Nunungan è formata da 25 baranggay:
- Abaga
- Bangco
- Cabasaran (Laya)
- Canibongan
- Dimayon
- Inayawan
- Kaludan
- Karcum
- Katubuan
- Liangan
- Lupitan
- Mangan
- Malaig

- Masibay
- Notongan
- Panganapan
- Pantar
- Paridi
- Petadun
- Poblacion (Nunungan Proper)
- Rarab
- Raraban
- Rebucon
- Songgod
- Taraka